# Lovitura de stat din Togo din 1963
Lovitura de stat din Togo din 1963 a fost o lovitură de stat militară care a avut loc în Togo la 13 ianuarie 1963. Conducătorii loviturii de stat - în special Emmanuel Bodjollé, Étienne Eyadéma (ulterior Gnassingbé Eyadéma) și Kléber Dadjo - au preluat controlul clădirilor guvernamentale, au arestat cea mai mare parte a cabinetului și l-au asasinat pe primul președinte al statului Togo, Sylvanus Olympio în afara ambasadei americane din Lomé. Liderii loviturii de stat i-au adus repede pe Nicolas Grunitzky și Antoine Meatchi, amândoi adversari politici exilați ai lui Olympio, pentru a forma un nou guvern. Deși guvernul Ghanei și președintele său Kwame Nkrumah au fost implicați în lovitura de stat și în asasinarea lui Olympio, ancheta completă nu a fost niciodată finalizată, iar criza internațională s-a diminuat în cele din urmă. Evenimentul a fost important, întrucât a fost prima lovitură de stat din coloniile franceze și britanice din Africa ce și-au obținut independența în anii 1950 și 1960, iar Olympio este amintit ca fiind unul dintre primii șefi de stat care a fost asasinat în timpul unei lovituri de stat militare în Africa.

## Context

Togoul Francez în mov și Togoul Britanic în verde deschis

Inițial Togo a fost un protectorat al imperiului colonial german, dar a fost preluat de britanici și francezi în timpul Primului Război Mondial. Francezii și britanicii au împărțit administrativ zona, francezii preluând controlul în 1922 asupra zonei unde acum se află statul Togo. Partea estică s-a alăturat coloniei britanice Gold Coast, împărțind populația Ewe între coloniile britanice și franceze. În timpul celui de-al Doilea Război Mondial, guvernul francez de la Vichy a considerat puternica familie Olympio din Togo drept pro-britanică astfel că mulți membri ai acestei familii au fost arestați, inclusiv Sylvanus Olympio, care a fost deținut o perioadă semnificativă într-o închisoare din îndepărtatul oraș Djougou (în Beninul de azi). Întemnițarea sa a devenit un punct cheie care a afectat relațiile sale viitoare cu francezii și o metaforă a necesității independenței politice și economice pentru Togo pe care le-a folosit în mod repetat în discursuri.
În anii 1950, Olympio a devenit un lider activ în obținerea independenței pentru Togo de sub conducerea franceză. Partidul său politic a boicotat alegerile teritoriale ale adunărilor pe tot parcursul anilor '50 din cauza imixtiunii franceze în aceste alegeri (inclusiv în alegerile din 1956, în urma cărora Nicolas Grunitzky, fratele soției lui Olympio, a devenit prim-ministru al coloniei franceze) și Olympio au făcut pledoarii repetate către (ONU) pentru a ajuta la soluționarea cererilor de independență ale țării (Petiția lui Olympio către ONU, în 1947, a fost prima petiție oficială pentru soluționarea unei dispute din cadrul ONU). La alegerile din 1958, în ciuda imixtiunii franceze, partidul lui Olympio (Partidul Unității Togoleze) a câștigat alegerile învingând partidul lui Grunitzky (Partidul Progresului Togolez), iar francezii l-au numit pe Olympio prim-ministru al coloniei. Victoria lui Olympio a declanșat o realiniere semnificativă a politicii coloniale franceze și a dus la o serie de plebiscite de independență în coloniile franceze din Africa de Vest. Olympio a fost vârful de lance pentru adoptarea unei noi constituții pentru Togo prin votul popular din 1961 și a devenit primul președinte al Republicii Togo, obținând peste 90% din voturi. După această victorie semnificativă și ca urmare a represiunii în urma unei încercări de asasinat asupra lui Olympio în 1961, Togo a devenit stat independent condus de un partid unic.
La începutul carierei sale, Olympio a lucrat cu Kwame Nkrumah, un lider al luptei de independență din colonia vecină a Ghanei și primul președinte al acestei țări, în problema încheierii colonialismului în Africa; cu toate acestea, cei doi lideri au avut opinii divergente în problema părții de est a coloniei germane care a devenit parte din Ghana și a împărțirii populației Ewe. Pentru a unifica populația Ewe, Nkrumah a propus deschis ca Togo să devină parte din Ghana, în timp ce Olympio a căutat să readucă în Togo partea estică a vechii colonii germane. Când Nkrumah a făcut o vizită surpriză în Togo la scurt timp după ce țara a obținut independența și a propus o unire a celor două țări în numele unității africane Olympio a răspuns că „unitatea africană, atât de dorită, nu trebuie folosită drept scuză pentru o politică expansionistă”. Relația dintre cei doi lideri s-a înrăutățit Olympio descriindu-l adesea pe Nkrumah drept un „imperialist negru” și, deși inițial a susținut că nu dorește o armată în Togo, la obținerea independenței statului Olympio a finanțat și construit o mică armată în mare parte pentru a proteja țara împotriva oricăror posibile atacuri ale Nkrumah și ale Ghanei.
În timpul administrației sale, Olympio a adoptat o poziție unică printre liderii independenți ai fostelor colonii franceze. Deși a încercat să se bazeze pe puțin ajutor extern, atunci când a fost necesar, s-a bazat pe ajutorul german în locul ajutorului francez. El nu făcea parte din toate alianțele franceze (în special nu s-a alăturat Uniunii Africane și Malgașe) și a realizat legături semnificative cu fostele colonii britanice (și anume Nigeria) și cu Statele Unite. Cu toate acestea, a semnat un pact de apărare cu francezii și a menținut relații diplomatice active pe tot parcursul mandatului său de președinte. Francezii erau neîncrezători în privința lui Olympio și îl considerau în mare măsură aliniat intereselor britanice și americane.

## Condițiile anterioare imediate

### Relațiile Togo-Ghana
Relațiile dintre țările Ghana și Togo (și între Nkrumah și Olympio) au devenit foarte tensionate în 1962, cu comploturi repetate de asasinat. Tentativele de asasinat asupra ambilor lideri au fost puse pe seama celuilalt. Refugiații și dizidenții politici din Ghana au găsit refugiu în Togo, în timp ce disidenții politici din Togo au găsit refugiu în Ghana. După ce Partidul Progresului Togolez și mișcarea Juvento au fost implicate într-o tentativă de asasinat asupra lui Olympio în 1961, mulți politicieni proeminenți, inclusiv Nicolas Grunitzky și Antoine Meatchi au părăsit țara și au fost bine primiți și sprijiniți de Ghana. În mod similar, disidenții politici din Ghana fugiseră în Togo după încercările de asasinat asupra lui Nkrumah. În 1961, Nkrumah l-a avertizat pe Olympio cu privire la „consecințele internaționale periculoase” dacă sprijinul acordat pentru dizidenții care stăteau în Togo nu încetau, dar Olympio a ignorat în mare parte amenințarea.

### Sprijinul intern pentru Olympio
În ciuda importantei victorii electorale, politicile lui Olympio au provocat probleme semnificative multora dintre susținătorii săi. Insistența sa asupra austerității bugetare i-a înfuriat pe sindicaliști, fermieri și pe tinerii educați care căutau locuri de muncă în sectorul public. În plus, s-a confruntat cu autoritatea catolică din țară și a exacerbat tensiunile dintre populația Ewe și alte grupuri etnice. Pe măsură ce dificultățile politice au crescut, Olympio a devenit din ce în ce mai autoritar prin închiderea prizonierilor politici și intimidarea sau închiderea partidelor de opoziție. Potrivit lui Frederick Pedler „Se pare că ar fi crezut că, dacă ar fi înlăturat politicienii, se putea baza pe bunul simț al oamenilor cinstiți obișnuiți.”

### Relațiile militare togoleze

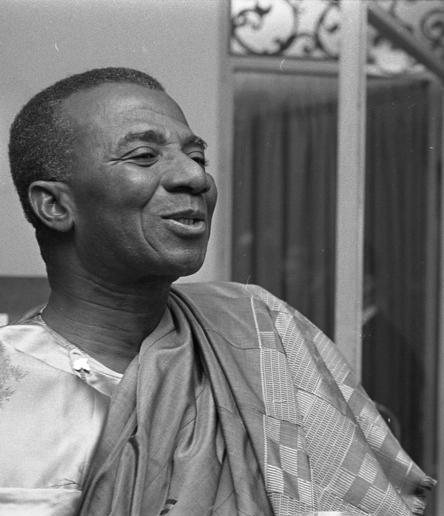
Sylvanus Olympio, primul președinte al statului Togo, a fost asasinat de ofițeri militari în timpul loviturii de stat din 1963.

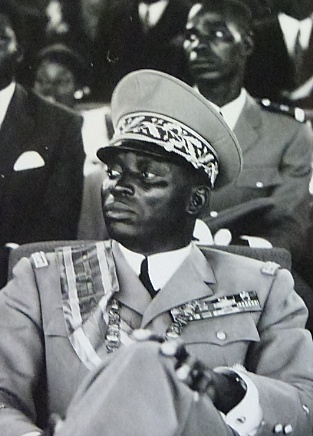
Gnassingbé Eyadéma, care va deveni președinte al statului Togo din 1967 până în 2005, a fost unul dintre principalii lideri ai lovituri ide stat din 1963.

Olympio considera că armata era inutilă în eforturile sale de a dezvolta și moderniza țara și a menținut o forță militară mică (doar aproximativ 250 de soldați). Cu toate acestea, trupelor care părăsiseră armata franceză pentru a se întoarce la locuințele lor din Togo nu li s-a oferit înrolarea în Forțele Armate Togoleze. Emmanuel Bodjollé și Kléber Dadjo, liderii armatei din Togo, au încercat în mod repetat să-l facă pe Olympio să crească finanțarea și să permită înrolarea mai multor trupe ale fostei armate franceze care se întorceau în țară, dar nu au reușit. La 24 septembrie 1962, Olympio a respins pledoaria personală a lui Étienne Eyadéma, un sergent din armata franceză, de a se alătura armatei togoleze. La 7 ianuarie 1963, Dadjo a prezentat din nou o solicitare de înrolare a fostelor trupe franceze, iar Olympio ar fi rupt cererea.

## Lovitura de stat
Militarii conduși de Emmanuel Bodjolle și Étienne Eyadéma s-au întâlnit și au acceptat să-l înlăture din funcție pe Olympio. Lovitura de stat a început în primele ore ale dimineții de 13 ianuarie 1963, cu împușcături auzite în capitala Lomé, în timp ce militarii încercau să-l aresteze pe Olympio și pe membrii cabinetului său.Chiar înainte de zori, s-au auzit împușcături în afara Ambasadei Statelor Unite, care se afla aproape de reședința lui Olympio. Odată cu lumina zorilor, a fost găsit cadavrul lui Olympio la trei metri de poarta din fața ambasadei de către ambasadorul american Leon B. Poullada. S-a afirmat că atunci când soldații au încercat să-l aresteze pe străzile din Lomé, acesta a opus rezistență și a fost împușcat. Eyadéma a afirmat mai târziu că el a fost cel care a apăsat pe trăgaci ucigându-l pe Olympio, dar acest lucru nu este clar stabilit. Trupul său a fost dus în interiorul ambasadei și ulterior ridicat de familia sa.
În timpul loviturii de stat, cea mai mare parte a cabinetului său a fost arestat, dar ministrul de interne și ministrul informațiilor au reușit să scape în Republica Dahomey, iar ministrul sănătății, Jerson Kprochtra, care era membru al partidului lui Grunitzky, nu a fost arestat.
Motivele oferite într-o emisiune radio de către liderii militari pentru lovitura de stat au fost problemele economice și o economie în derivă. Cu toate acestea, analiștii susțin că principalele rădăcini ale loviturii de stat s-au aflat în faptul că foștii soldați francezi erau nemulțumiți că nu puteau fi angajați în armata togoleză din cauza faptului că Olympio a menținut armata la o mărime mică.
Liderii militari s-au adresat rapid liderilor politici exilați Nicolas Grunitzky și Antoine Meatchi pentru a conduce un nou guvern în calitate de președinte și, respectiv, vicepreședinte. Cei doi s-au întors în țară și au convenit să preia poziții de conducere. Miniștrii din cabinetul lui Olympio care au fost luați prizonieri au fost eliberați după înființarea noului guvern. Cu toate acestea, s-a relatat că acești miniștri, conduși de Theophile Mally, au încercat să restabilească guvernarea partidului lui Olympio la 10 aprilie 1963 și, ca urmare, au fost arestați din nou.
Alegerile au fost organizate în mai 1963, iar singurii candidați au fost Nicolas Grunitzky și Antoine Meatchi, care au fost aleși în funcția de președinte și, respectiv, vicepreședinte al țării. Miniștrii care au fost arestați în tentativa de lovitură de stat din aprilie au fost eliberați după alegeri.

## Urmări

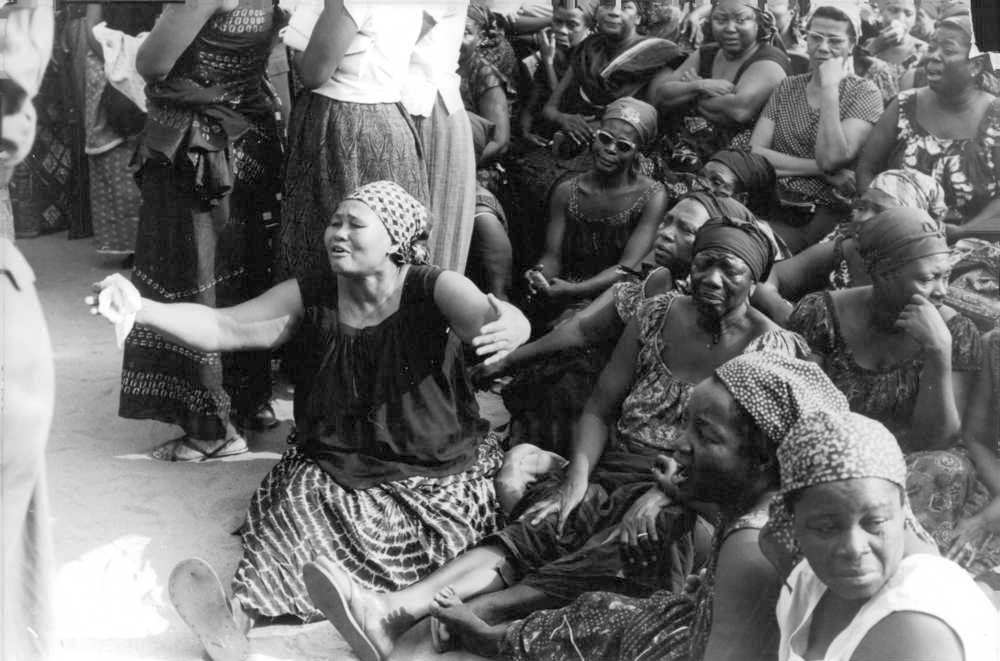
Femei africane jelindu-l pe președintele Olympio asasinat, 1963

Fiind prima lovitură de stat militară din țările africane care și-au declarat recent independența față de Franța sau Marea Britanie, evenimentul a avut un impact mare în toată Africa și în întreaga lume. Mai multe țări africane au condamnat atacul, iar evenimentul a devenit o lecție importantă în formarea Organizației Unității Africane (OAU), finalizată la câteva luni după lovitura de stat. Carta OUA pretinde „condamnarea fără rezerve, în toate formele sale, a asasinatului politic, precum și a activităților subversive din partea statelor vecine sau a oricărui alt stat”.

### Togo
Ancheta oficială a ofițerilor militari a susținut că Olympio a tras asupra ofițerilor care încercau să-l aresteze; cu toate acestea, soția sa a susținut că singura sa armă se afla în casă când a fost ucis și că s-a predat pașnic trupelor. Au existat multiple solicitări pentru o anchetă independentă asupra crimei, dar acestea au fost zădărnicite de către armata și guvernul lui Grunitzky din Togo. Fiul său a încercat să obțină o anchetă a ONU la un an de după asasinat, dar efortul nu a dus nicăieri.
Violența și rezistența împotriva armatei au fost foarte limitate, cel mai mare protest venind după alegerile din mai 1963 în orașul Palimé. Armata și-a mărit repede dimensiunea, în mare parte cu ajutorul francez, la 550 de militari până la alegerile din mai 1963 și la 1.200 până în ianuarie 1966. Puterea militară din Togo a continuat să crească odată cu lovitura de stat din 14 aprilie 1967, când Étienne Eyadéma a înlăturat guvernul lui Nicolas Grunitzky și a condus țara până în 2005.
Populația Ewe s-a îndoit în mare parte de povestea oficială oferită de Eyadéma și a fost în mare măsură exclusă din pozițiile de conducere în timpul lui Grunitzky (care avea un tată polonez și o mamă Atakpamé) și a lui Antoine Meatchi (care era din nordul statului Togo), care erau din grupuri etnice diferite. Populația Ewe s-a împotrivit guvernului cu proteste în masă în 1967, deschizând ușa pentru lovitura de stat a lui Eyadéma asupra lui Grunitzky.

### Reacția Ghanei
Din cauza relațiilor deficitare dintre cele două țări, Nkrumah și Ghana erau suspectați că ar fi fost implicați în lovitura de stat și în asasinarea lui Olympio. Ministrul nigerian de externe, Jaja Wachuku, a sugerat imediat după lovitură de stat că evenimentul a fost „proiectat, organizat și finanțat de cineva.” De asemenea, Wachuku a declarat că Nigeria va interveni dacă trupele ghaneze vor intra în Togo. Alte guverne și presa s-au întrebat în mod similar dacă Ghana a sprijinit activ lovitura de stat.
Ghana a răspuns situației negând orice implicare în lovitura de stat sau în sprijinul întoarcerii lui Antoine Meatchi în Togo. Ambasadorul ghanez în Statele Unite a declarat: „Guvernul ghanez nu crede în asasinat ca rezolvare a diferențelor. Se crede că nefericitul incident a fost doar o afacere internă. Guvernul Ghanei este profund preocupat de încercările unei secțiuni a United Press să lege Ghana de recentul eveniment nefericit din Togo.”
Guvernul Statelor Unite a făcut o declarație că nu există nicio dovadă clară a implicării Ghanei în lovitura de stat. Nkrumah a promis unei delegații din Republica Dahomey că nu va interveni în criza care va apărea după lovitura de stat.

### Reacția Statelor Unite
Imediat după lovitură, Casa Albă a dat publicității o declarație în care a spus că „Guvernul Statelor Unite este profund șocat de vestea asasinării președintelui Olympio din Togo. Președintele Olympio a fost unul dintre cei mai distincți lideri ai Africii și a fost primit cu căldură aici la recenta sa vizită în Statele Unite. Situația din Togo este neclară și o urmărim îndeaproape.” O zi mai târziu, secretarul de presă al președintelui Kennedy a declarat că președintele Kennedy a considerat că aceasta este o „lovitură dată progresului unui guvern stabil în Africa” și că a fost „o pierdere nu numai pentru propria sa țară, ci pentru toți cei care l-au cunoscut aici, în Statele Unite.”

### Reacții în Africa
Ghana și Senegal au recunoscut guvernul imediat după instituire, iar Republica Dahomey l-a recunoscut drept guvern de facto. Guineea, Liberia, Coasta de Fildeș și Tanganyika au denunțat lovitura de stat și asasinatul.
Președintele William Tubman din Liberia a luat legătura cu alți lideri africani care doreau o lipsă colectivă de recunoaștere a oricărui guvern instalat de militari după lovitura de stat. [36] Guvernul din Tanganyika (actuala Tanzania) a apelat la intervenția Națiunilor Unite cu declarația că „după asasinarea brutală a președintelui Olympio, a apărut problema recunoașterii unui guvern succesor. Solicităm să nu existe nici o recunoaștere până când nu există explicații satisfăcătoare că guvernul nu a luat parte la asasinarea lui Olympio sau, în al doilea rând, că există un guvern ales în mod popular.”
Nigeria a convocat o reuniune a celor cincisprezece șefi de stat ai Uniunii Africane și Malagașe și a câtorva alte state interesate în perioada 24-26 ianuarie 1963. Liderii au fost împărțiți cu privire la poziția care urma să fie luată și astfel au solicitat guvernului interimar din Togo să urmărească penal și să îi execute pe responsabilii militari. Cu toate acestea, Guineea și alții au reușit să ajungă la un acord că guvernul Togo nu va fi invitat la Conferința de la Addis Ababa, care a dus la formarea Organizației Unității Africane în mai 1963.

### Cărți și articole din ziare
- Amos, Alcione M. (2001). „Afro-Brazilians in Togo: The Case of the Olympio Family, 1882–1945”. Cahiers d'Études Africaines. 41 (162): 293–314. doi:10.4000/etudesafricaines.88. JSTOR 4393131.(necesită abonare)
- Decalo, Samuel (1990). Coups & Army Rule in Africa: Motivations & Constraints. New Haven: Yale University Press. ISBN 978-0-300-04043-2.
- Ellis, Stephen (1993). „Rumour and Power in Togo”. Africa. 63 (4): 462–476. doi:10.2307/1161002. JSTOR 1161002.(necesită abonare)
- Grundy, Kenneth W. (1968). „The Negative Image of Africa's Military”. The Review of Politics. 30 (4): 428–439. doi:10.1017/s003467050002516x. JSTOR 1406107.(necesită abonare)
- Howe, Russell Warren (2000). „Men of the Century”. Transition (86): 36–50. JSTOR 3137463.(necesită abonare)
- Kuranga, David Oladipupo (2012). The Power of Interdependence: Lessons from Africa. Palgrave Macmillan. ISBN 978-1-137-01993-6.
- Le Vine, Victor (2004). Politics in Francophone Africa: The States of West and Equatorial Africa. Lynne Rienner Publishers. ISBN 978-1-58826-249-3. Accesat în 29 decembrie 2012.
- Mazuri, Ali A. (1968). „Thoughts on Assassination in Africa”. Political Science Quarterly. 83 (1): 40–58. JSTOR 2147402.(necesită abonare)
- Onwumechili, Chuka (1998). African Democratization and Military Coups. Westport, Ct.: Praeger. ISBN 978-0-275-96325-5. Accesat în 29 decembrie 2012.
- Pedler, Frederick (1979). Main Currents of West African History 1940–1978. London: MacMillan Press.
- Rothermund, Dietmar (2006). The Routledge Companion To Decolonization. Taylor & Francis. ISBN 978-0-415-35632-9. Accesat în 29 decembrie 2012.
- Wallerstein, Immanuel (1961). Africa: The Politics of Independence And Unity. University of Nebraska Press. ISBN 978-0-8032-9856-9. Accesat în 29 decembrie 2012.
- Wurster, Patrick F.A. (2005). „Togo: Eyadema, Gnassingbe, Life and Era of President of Togo”.  În Kevin Shillington. Encyclopedia of African History. Taylor & Francis Group. pp. 1566–1568. ISBN 1135456704.

### Ziare
- „Protest Speech Sets UN Record”. New York Amsterdam News. 13 decembrie 1947. p. 1.
- „Energetic Togo Leader: Sylvanus Olympio”. New York Times. 8 aprilie 1960. p. 11.
- „A Robust Leader Speaks for Togo”. Washington Post. 1 mai 1960. p. E4.
- „Togo backs Olympio: Returns show 99% Support Ex-Premier as President”. New York Times. 11 aprilie 1961. p. 6.
- Legum, Colin (11 ianuarie 1962). „Ghana, Togo Trade Subversion Charges: May Seek Overthrow Divided After War”. Washington Post. p. A12.
- „Togo's President Slain in Coup: Insurgents Seize Most Of Cabinet”. The Washington Post. 14 ianuarie 1963. p. A1.
- „Olympio's Death Tragic Blow, Kennedy Says”. Boston Globe. 15 ianuarie 1963. p. 8.
- „Ghana Denies Any Role in Togo Assassination”. Chicago Defender. 21 ianuarie 1963. p. 7A.
- „Tubman Urges All African States To Ignore Togo Setup”. Chicago Defender. 21 ianuarie 1963. p. 6.
- Lukas, J. Anthony (22 ianuarie 1963). „Olympio Doomed by Own Letter: Sergent whose job appeal failed slew Togo Head”. New York Times. p. 3.
- Landrey, W.G. (22 ianuarie 1963). „Togo Sergent Tells How He Killed Olympio”. Chicago Defender. p. 4.
- „Olympio Death Called Cold-Blooded Murder”. Chicago Defender. 23 ianuarie 1963. p. 4.
- „Death Urged For Olympio Assassins”. Washington Post. 27 ianuarie 1963. p. A18.
- „Togolese Thwart Attempted Coup”. New York Times. 11 aprilie 1963. p. 8.
- „Arranging things”. Time. 81. 10 mai 1963.
- „Togo Frees Five Ex-Ministers”. New York Times. 24 mai 1963. p. 9.
- „Togo Police Fire on Crowd”. Washington Post. 17 iunie 1963. p. A12.
- Doty, Robert C. (26 ianuarie 1964). „Son asks Inquiry in Olympio Death”. New York Times. p. 2.
- „France and the Olympios”. New African (377). septembrie 1999. p. 13.